# Conflit maritime inter-coréen
Guerre du Crabe
Batailles
- Gangneung
- Yeosu
- Yeonpyeong (1re)
- Amami-Ōshima
- Yeonpyeong (2e)
- Daecheong
- Baengnyeong
- Yeonpyeong (bombardement)

Le conflit maritime inter-coréen, également connu sous le nom de guerre du Crabe, est une suite d'incidents maritimes frontaliers entre la Corée du Nord et la Corée du Sud en mer Jaune. Les États-Unis et la République populaire de Chine se sont dits préoccupés par ce conflit, espérant une solution diplomatique.

## Contexte

La frontière maritime disputée entre les Corées du Nord et du Sud en mer Jaune :
En bleu A : la Northern Limit Line créée par les Nations unies en 1953 et rejetée à partir de 1973 par la Corée du Nord.
En rouge B : la ligne de démarcation déclarée par la Corée du Nord en 1999.
La localisation des îles spécifiques se reflète dans la configuration de chaque frontière maritime, incluant :
1. Yeonpyeong, 2. Baengnyeong, 3. Daecheong, 4. Aéroport international d'Incheon, 5. Séoul, 6. Incheon, 7. Haeju, 8. Kaesong, 9. Ganghwa County, 10. Bukdo Myeon, 11. Deokjeokdo, 12. Jawol Myeon, 13. Yeongheung Myeon.

Ce conflit a lieu autour de la « Northern Limit Line » (ligne de limite nord, NLL, mise au point par l'ONU après l'armistice de 1953), zone riche en crustacés, d’où son nom de « guerre du Crabe ». Le conflit s’étend également à Baengnyeong, île à proximité de la Corée du Nord actuellement détenue par la Corée du Sud et que l’Armée populaire de Corée souhaite récupérer. 
La Corée du Nord ne reconnaît pas la NLL, s’infiltrant ainsi dans les eaux territoriales de la Corée du Sud par le biais de sa marine de guerre.

## Déroulement

### 1967 à 2009
Le 19 janvier 1967, le navire ROKS Dangpo (PCEC 56) de la marine sud-coréenne est coulé par l'artillerie côtière du Nord, résultant en la mort de 39 marins sur les 79 membres d'équipage.
Plusieurs incidents ont mis en cause des submersibles nord-coréens violant les eaux territoriales de la Corée du Sud. Plusieurs se sont fait capturer, notamment un qui fut pris dans des filets de pêche sud-coréens le 22 juin 1998, et dont les 9 membres d'équipage se sont suicidés.

### 2010
Le 27 janvier 2010, un accrochage maritime a également eu lieu lorsque des navires nord-coréens ont effectué des tirs de semonce dans les eaux territoriales de la Corée du Sud. L’armée sud-coréenne a riposté à ces tirs d’artillerie mais aucun mort n’a été déclaré dans l’un ou l’autre des deux camps. Trois jours plus tard, la Corée du Nord a continué ses tirs de semonce autour de la NLL, bien qu’il n’y ait eu aucune perte.
Le 26 mars 2010, un nouvel incident a eu lieu lorsqu’une corvette sud-coréenne a coulé au large de la côte ouest du pays. La Corée du Nord dément toute implication le 17 avril 2010. Le 20 mai 2010, une commission d’enquête internationale confirme que le naufrage de ce navire de guerre est dû à une attaque de la Corée du Nord.
Le 16 mai 2010, un autre incident a eu lieu lorsque deux patrouilleurs nord-coréens se sont infiltrés dans les eaux territoriales sud-coréennes. La marine sud-coréenne a procédé à des tirs de semonce afin d’éloigner les patrouilleurs nord-coréens qui n’ont pas riposté et s'en sont retournés vers le Nord. En juillet 2010, des manœuvres navales américano-sud-coréennes en mer du Japon entraînent la protestation officielle de Pyongyang, qui les considère comme les « prémices » d'une invasion directe, ce à quoi le régime communiste prévoit de riposter par une puissante dissuasion nucléaire.
Le 8 août 2010, un chalutier sud-coréen est arraisonné par la marine nord-coréenne alors qu'il était parti la veille aller chasser des calmars en mer du Japon. Le 19 août 2010, la Corée du Nord confirme son arraisonnement alors que Séoul réclame la libération immédiate de l'équipage (constitué de 4 marins sud-coréens et de 7 marins chinois). Le 7 septembre 2010, la Corée du Nord libère finalement l'équipage.
Le 9 août 2010, l'armée nord-coréenne procède à des tirs d'artillerie dans ses eaux territoriales en mer du Japon alors que les tensions sont au plus fort avec la Corée du Sud. Le 15 août 2010, la Corée du Nord promet par ailleurs de riposter par une sévère punition à la suite des manœuvres navales américano-sud-coréennes en mer du Japon, ayant pour nom de code Ulchi Freedom Guardian et mobilisant environ 30 000 soldats américains et 56 000 soldats sud-coréens.
Le 23 novembre 2010, lors de l'exercice militaire « Hoguk » conduit conjointement par l'armée de Corée du Sud et l'armée des États-Unis, sur l'île sud-coréenne de Yeonpyeong, la Corée du Nord demande de cesser ces manœuvres puis effectue des tirs d'artillerie sur l'île, détruisant des habitations et faisant 4 tués, 2 civils et 2 militaires et plusieurs blessés. Séoul a  répliqué, affirmant avoir causé la mort d'au moins cinq soldats nord-coréens.

### 2012
Le 21 septembre 2012, la Marine sud-coréenne effectue des tirs de sommation contre six bateaux de pêche nord-coréens après que ceux-ci avaient franchi la frontière maritime, sans faire toutefois de blessé. Le 17 octobre 2012, la Corée du Nord annonce qu'elle ne reconnaîtra jamais la ligne de limite (Northern Limit Line) comme frontière entre les deux États, annonce qui vient peu de temps après la visite du président sud-coréen Lee Myung-bak sur l'île de Yeonpyeong, qu'elle considère comme « provocatrice. »

### 2014
Le 16 février 2014, des responsables sud-coréens de la Défense affirment qu'un navire de guerre nord-coréen a franchi à plusieurs reprises les eaux territoriales sud-coréennes en violation de la ligne de limite nord durant la nuit. L'incursion a eu lieu alors que la Corée du Sud et les États-Unis se préparent à mener Key Resolve/Foal Eagle 2014.
Le 31 mars 2014, la Marine sud-coréenne capture un navire de pêche nord-coréen après que celui-ci a franchi la frontière maritime. Le même jour, les deux Corées échangent des tirs d'artillerie sans faire de victimes, un jour après l'annonce par la Corée du Nord de son intention de mener un nouvel essai nucléaire.
Le 7 octobre 2014, un patrouilleur nord-coréen franchit la frontière maritime, résultant en un échange de tirs avec un patrouilleur sudiste.

## Implication de pays étrangers
Cette guerre a également impliqué les garde-côtes japonais en 2001 lors du combat d’Amami-Ōshima entre un chalutier-espion nord-coréen et 20 navires garde-côtes japonais.